# Britne Oldford
Britne Oldford (Toronto, Canadá, 23 de julio de 1992) es una actriz canadiense de cine y televisión.

## Biografía
Britne nació y se crio en Toronto, donde vivió con sus hermanastras, hermano y padres. Su madre es de ascendencia irlandesa, francesa y británica, y también tiene ascendencia africana y nativo-americana. Ella reside actualmente en Nueva York.

## Filmografía

### Películas
| Año         | Título                        | Personaje                | Notas        |
| ----------- | ----------------------------- | ------------------------ | ------------ |
| 2008        | The Latest Buzz               | Jossie                   | 1 episodio   |
| 2011        | Skins                         | Cadie Campbell           | 10 episodios |
| 2012        | Robot Chicken                 | Linka                    | Voz          |
| 2012 — 2013 | American Horror Story: Asylum | Alma Walker              | 6 episodios  |
| 2013 — 2014 | Ravenswood                    | Remy Beaumont            | 10 episodios |
| 2014        | The Divide                    | Jenny Butler             | 5 episodios  |
| 2015 — 2019 | The Flash                     | Shawna Baez / Peek-a-Boo | 4 episodios  |
| 2016        | Hunters                       | Allison Regan            | 13 episodios |
| 2017        | The Path                      | Noa                      | 10 episodios |
| 2022-2023   | The Umbrella Academy          | Fei                      | ¿? episodios |

| Año  | Título                 | Personaje | Notas        |
| ---- | ---------------------- | --------- | ------------ |
| 2013 | Darkroom               | Jean      | Protagonista |
| 2013 | 36 Saints              | Eve       | Protagonista |
| 2021 | Free Guy               | Missy     | Secundario   |
| 2024 | Which Brings Me To You | Audrey    | Secundario   |